# Lucigadus
Lucigadus és un gènere de peixos actinopterigis de la família dels macrúrids i de l'ordre dels gadiformes.

## Taxonomia
- Lucigadus acrolophus (Iwamoto & Merrett, 1997)[2]
- Lucigadus lucifer (Smith & Radcliffe, 1912)[3]
- Lucigadus microlepis (Günther, 1878)[4]
- Lucigadus nigromaculatus (McCulloch, 1907)[5]
- Lucigadus nigromarginatus (Smith & Radcliffe, 1912)[3]
- Lucigadus ori (Smith, 1968)[6][7][8][9][10][11][12][13]